# James S. Brady Press Briefing Room

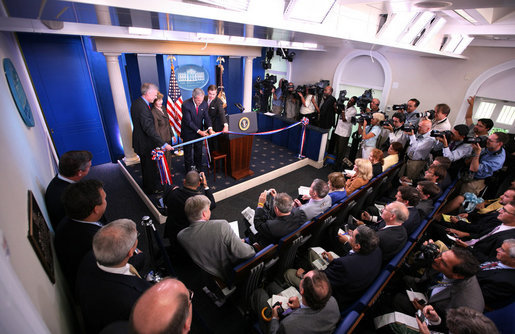
Le président George W. Bush participe à l'inauguration de la nouvelle Brady Briefing Room le 11 juillet 2007.

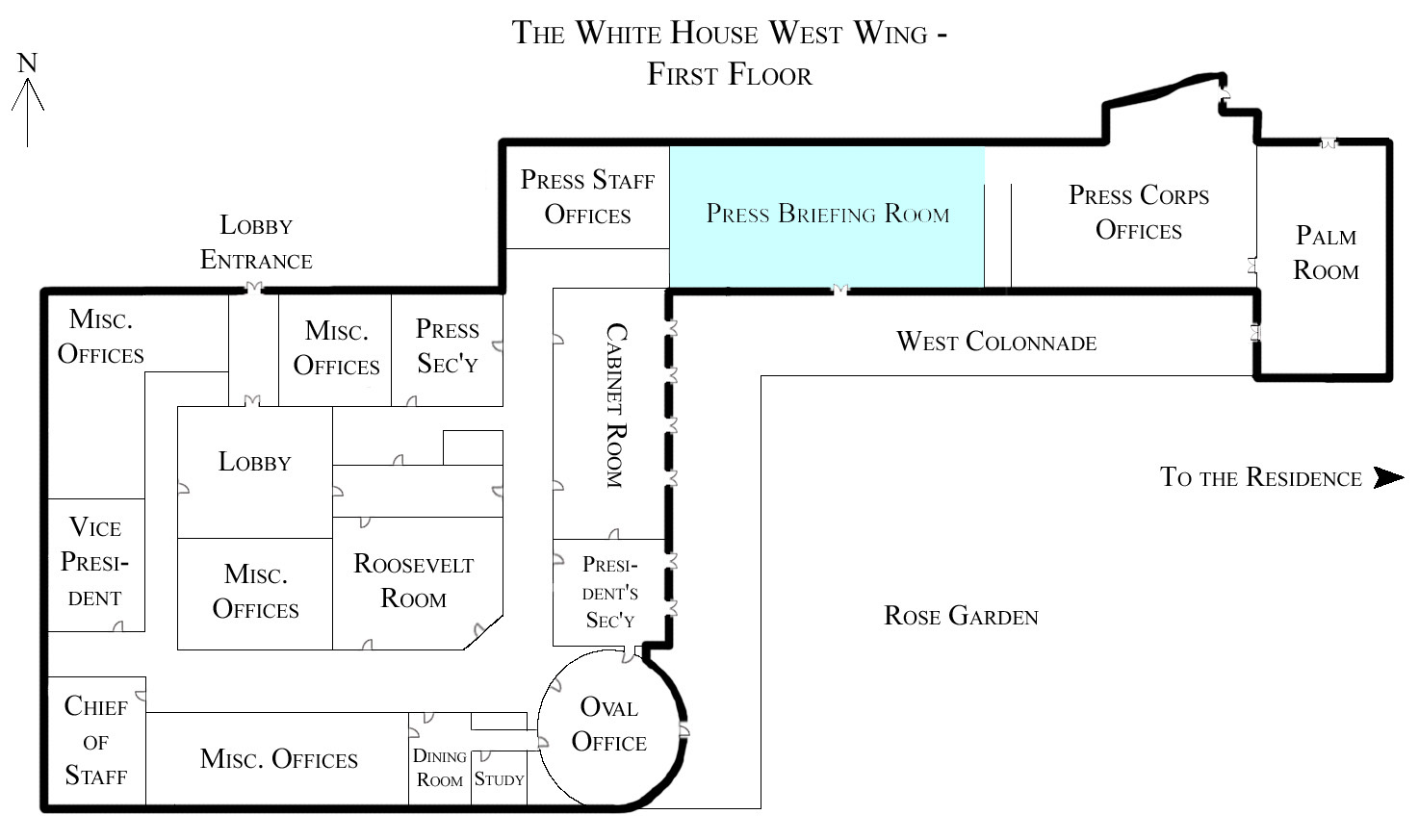
Plan du rez-de-chaussée de l'aile Ouest avec en bleu la James S. Brady Press Briefing Room.

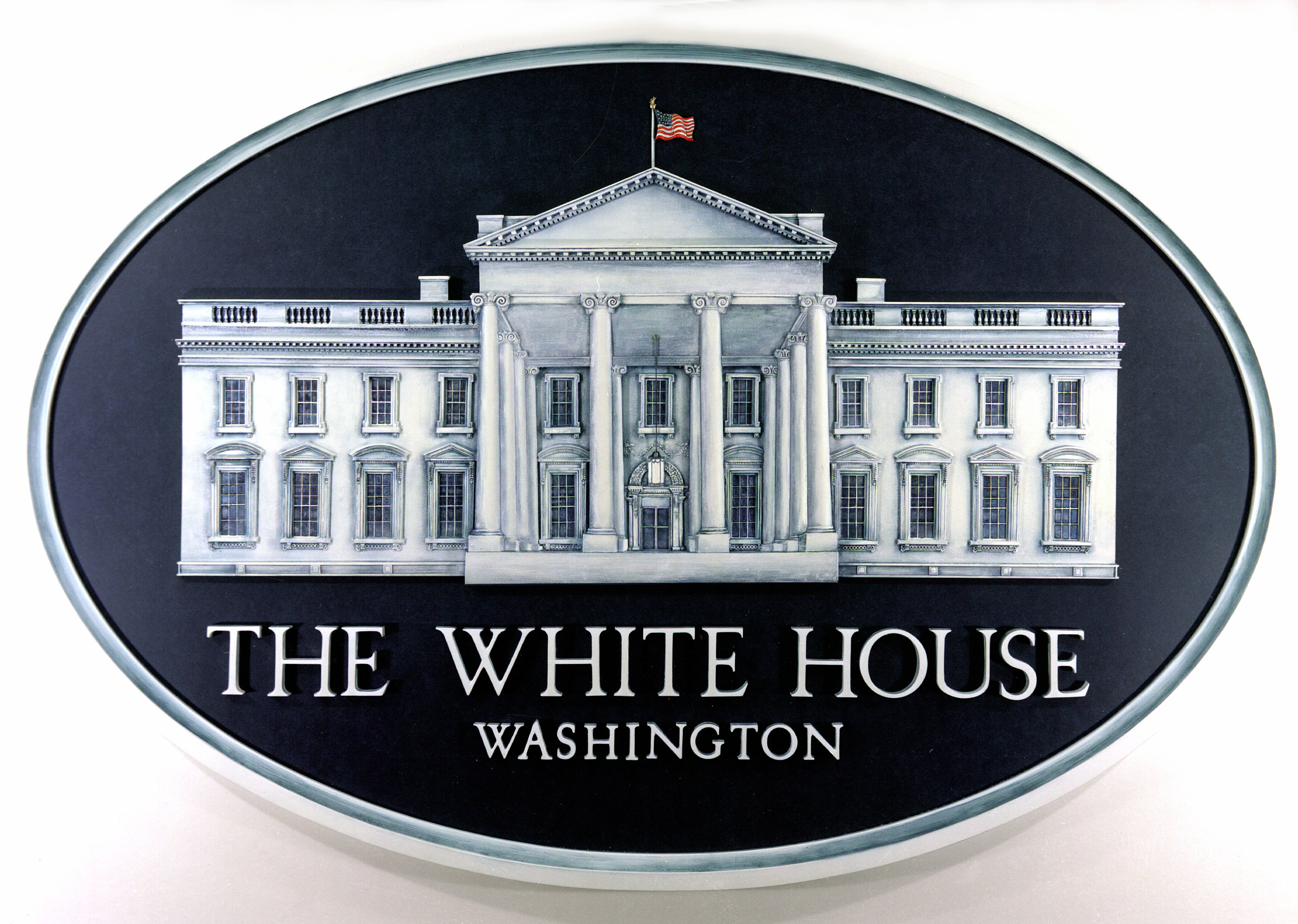
Le logo de la Maison-Blanche utilisé en arrière-plan dans la salle de presse.

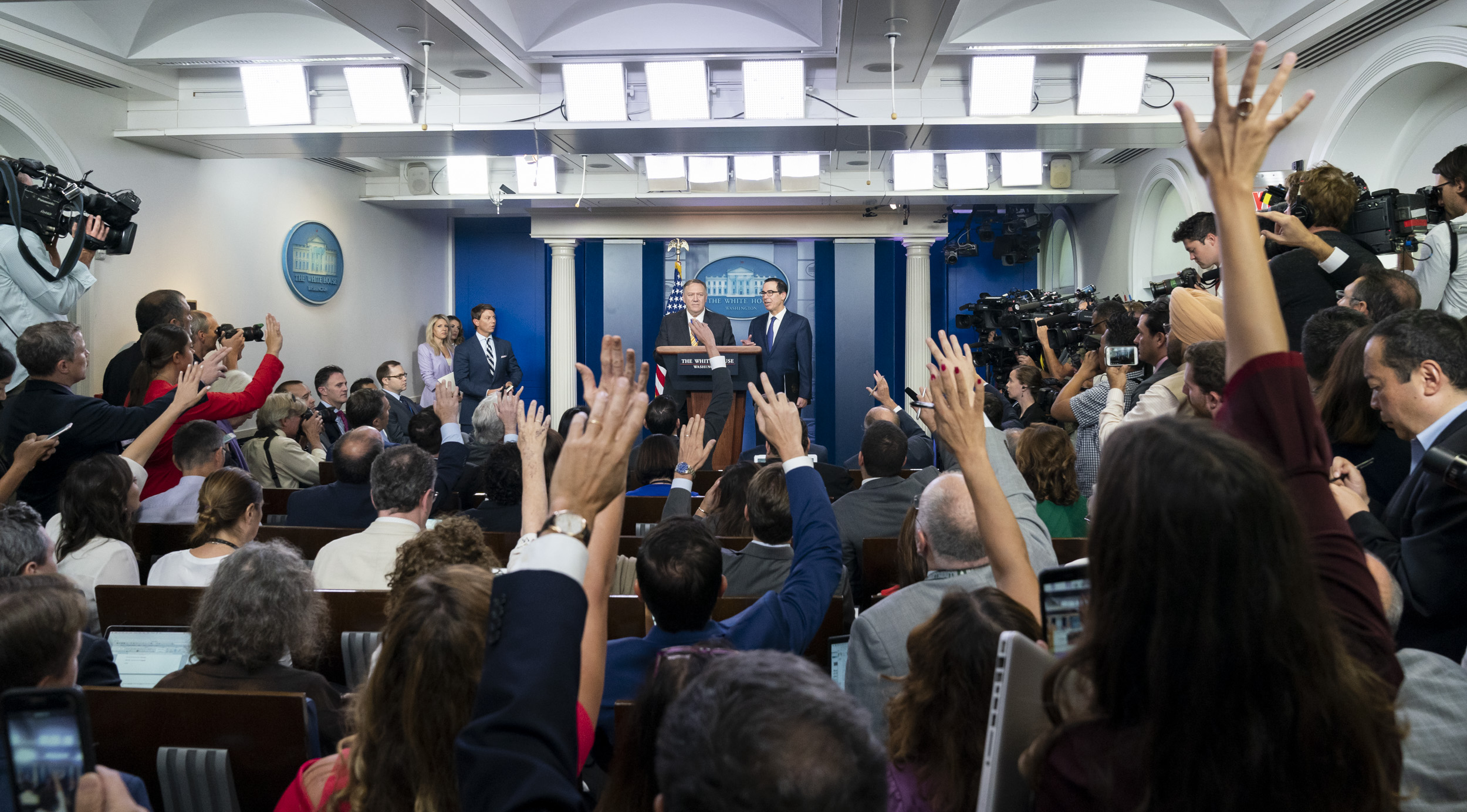
Le secrétaire d'État Mike Pompeo et le secrétaire au Trésor Steven Mnuchin devant des journalistes en 2019.

La James S. Brady Press Briefing Room est la salle de presse de la Maison-Blanche où le porte-parole de la Maison-Blanche tient des briefings quotidiens devant les correspondants de presse accrédités à la Maison-Blanche et où quelquefois le président des États-Unis s'adresse à la presse ou à la nation. La salle est située dans l'aile Ouest. Elle a été nommée en 2000 en l'honneur de James Brady (1940-2014), ancien porte-parole de la Maison-Blanche sous Ronald Reagan, qui fut grièvement blessé lors de la tentative d'assassinat de ce dernier en 1981 par un déséquilibré et qui resta paralysé.

## Histoire
À l'emplacement de l'actuelle salle de presse et des espaces de travail des journalistes se trouvait initialement une buanderie, un atelier floral et d'autres locaux de services. Sous la présidence de Franklin Roosevelt, la March of Dimes, une association caritative sanitaire, finança sa transformation en piscine couverte pour le président handicapé. Inaugurée en 1933, elle était très moderne, disposant d'un éclairage sous-marin et de stérilisateurs. Une salle de sports fut également installée plus tard dans le bâtiment. Lors de la rénovation Kennedy de la Maison-Blanche, la piscine fut réaménagée avec la pose d'une grande peinture murale de Bernard Lamotte, commandée par Joseph Kennedy, Sr., le père du président. L'un des murs fut entièrement couvert de miroirs, afin de donner l'impression que la pièce était plus grande. Kennedy y organisait parfois des courses de natation avec certains membres de son cabinet.
En 1969, pour faire face au nombre grandissant de journalistes accrédités à la Maison-Blanche, le président Richard Nixon fait transformer la piscine intérieure, en la couvrant et en transformant l'espace en bureaux de presse et en un salon pouvant se transformer en salle de presse. Le salon disparaîtra au profit d'une petite salle de briefings avec podium et rangées de sièges sous la présidence de Ronald Reagan.
Lors de travaux de câblage menés en 2000, les ouvriers découvrirent que l'ancienne piscine située sous la salle était toujours intacte. La Première dame Hillary Clinton proposa alors de la refaire fonctionner et de déplacer la salle de presse à un autre endroit ; le projet n'eut finalement pas de suites.
En décembre 2005, la Maison-Blanche annonça son intention de rénover la salle et les bureaux de presse, qui s'étaient sérieusement dégradés. Le 2 août 2006, un dernier briefing de presse y fut tenu par le président George W. Bush, qui avait invité pour l'occasion sept anciens porte-parole de la Maison-Blanche. Le président Bush inaugura la nouvelle salle de presse le 11 juillet 2007 et y tint sa première conférence de presse dès le lendemain sur la situation en Irak. Cette rénovation couta environ 8,5 millions de dollars, dont 2,5 millions payés par les médias. Sous la salle de presse, où se trouvait la piscine, a été aménagée une salle accueillant des serveurs informatiques.
Les changements les plus visibles sont un arrière-plan de la tribune différent, avec un écran éclairé entouré par des colonnes, remplaçant l'ancien rideau bleu. Le nouveau podium intègre également des écrans vidéos pour la téléconférence et l'affichage multimédia. L'arrière de la salle abrite un système de prise de vue et de traitement vidéo entièrement numérique. La célèbre trappe d'accès à l'ancienne piscine (une curiosité populaire lors des visites de la salle de presse) a été remplacée par un discret escalier. 
Malgré le fait que l'ancienne salle manquait d'espace, la nouvelle n'est pas plus vaste, seule une meilleure disposition ayant permis de rajouter un siège par rangée.